# Szilvalevelű bangita
A szilvalevelű bangita (Viburnum prunifolium) a mácsonyavirágúak (Dipsacales) rendjébe, ezen belül a pézsmaboglárfélék (Adoxaceae) családjába tartozó faj.

## Jellemzése

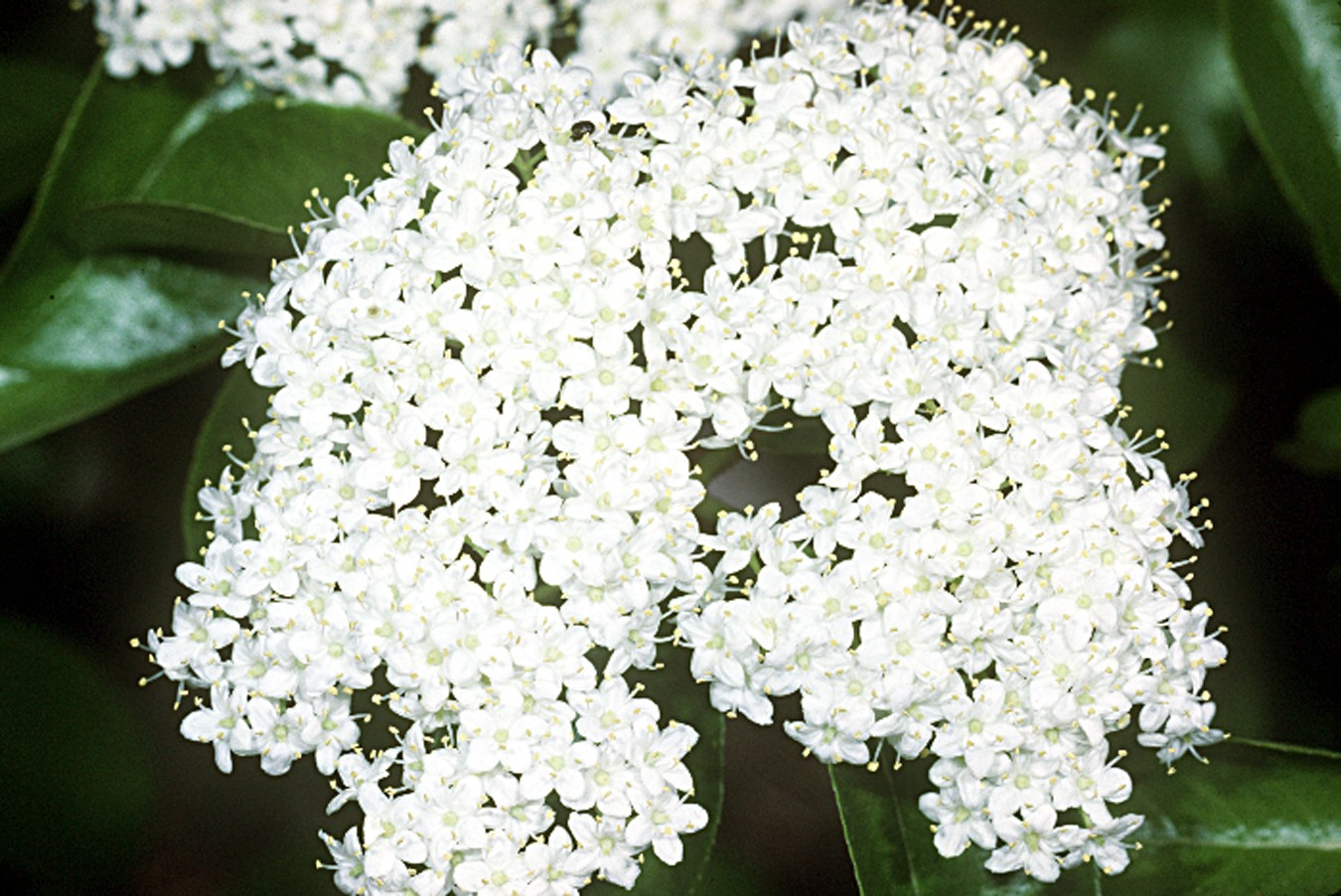
Virágzat

Az USA középső és déli területeiről származó kis növésű fa igen gyakori a nagy kiterjedésű erdőkben és a száraz, sziklás domboldalakon. Görbe törzse, amely 5 m magasra is megnőhet, kemény. Szétterülő ágainak színe kezdetben fényes vörös, majd zöld színű lesz. Fordított tojás alakú, rövid levélnyélen ülő levelei csupaszok, finoman fogazottak.

## Változata
- Viburnum prunifolium var. bushii (Ashe) E.J. Palmer & Steyerm.

## Gyógyhatása
A szilvalevelű bangita kérge hosszú idő óta elismert görcsoldó hatású a méh izmaira. Vérzéscsillapító és nyugtató. Nemrégiben a növény újabb tulajdonságait sikerült kimutatni: gyulladás- és fekélygátló, valamint akadályozza a vérlemezkék összetapadását - mindezeket azonban a gyakorlatban még nem bizonyították.

## Felhasználása
Belsőleg a növényt a bőr hajszálereinek gyengeségére (bőrvérzés, véraláfutás), vénás keringési elégtelenség és aranyér kezelésére javasolják. Nőgyógyászati eredetű görcsök és fájdalmas menstruáció enyhítésére is ajánlott.
A szilvalevelű bangitát ne használja pontosan nem diagnosztizált tünetek kezelésére!